# Тень (мифология)
Тень (лат. umbra, др.-греч. σκιά) — в мифологии многих народов призрак или дух умершего, находящийся в загробном мире. 
Образ мира, где живут мёртвые, имел довольно широкое распространение ещё во времена Древнего Ближнего Востока. В древнееврейском языке существовало понятие «צַלמָוֶת», переводившееся как «тень смерти», альтернативное Аду. В первой книге Самуила аэндорская волшебница призывала אוֹב — дух Самуила.

## Тень и душа
Тень выражает душу человека. Потому в некоторых языках эти два понятия представлены одним словом. Существует предположение, что так называемая тень — это второе «Я» человека.

## В мифологии

### В мифологии Древнего Египта
Древние египтяне верили, что сущность человека может быть представлена в объединении имени, тела, душ (ка и ба), а также тени (шуит). Грешные люди после смерти теряли свою тень, её пожирало одно из адских чудовищ. 

### В мифологии славян
Тень есть второе «Я». Эта легенда приобрела популярность ещё на Руси. По мнению славян, тень может отделяться от человека, жить сама собой и представлять опасность для своего естественного хозяина. Тень считалась неразрывной частью человека. Если кто-либо наступит на неё и произнесёт слова заклятия, то владелец тени погибнет. На Руси бытовало мнение, что леший, чёрт, колдуны не имели собственной тени. Русский народ зачастую верил в такую примету: новосёл старался не стоять в доме напротив солнца. Считалось, что тень может забрать душу хозяина и поселиться в доме вместо него. А человека спустя какое-то время одолевает болезнь, и он умирает. Одолеть болезнь и избежать смерть можно было следующим образом. Больного человека ставили к стене. На ней обозначали тень с помощью обкалывания булавками, обведения мелом, измерения нитью. Затем нить сжигали, а булавки клали у порога, просили тень забрать болезнь.
Белорусы прогоняли болезнь иначе. Солнечным днём выносили больного во двор, укладывали на широкую доску, угольком очерчивали тень больного. После доску сжигали.
В польской мифологии тень олицетворяла дух Мары.
По болгарским поверьям сам Бог сотворил из тени Дьявола. Поэтому считалось, что ведьмы, нечисть к телесным увечьям неуязвимы. Дабы нанести им ущерб, нужно поразить именно тень.
Сербы полагали, что тень может проникать в разум людей и вредить здравому смыслу. Детям всегда запрещали играть руками с тенью. Тень-душа присутствует у животных, деревьев, камней. Сербы считали их наделёнными волшебной силой. Тень может покидать своего владельца и бродить по миру сама по себе.

### Русская
- Толстая С.А. Славянская мифология — М.: Международные отношения, 2011.

### Зарубежная
- A Latin Dictionary. Founded on Andrews' edition of Freund's Latin dictionary. revised, enlarged, and in great part rewritten by. Charlton T. Lewis, Ph.D. and. Charles Short, LL.D. Oxford. Clarendon Press. 1879.
- Boustan, Ra'anan S. Reed, Annette Yoshiko. Heavenly Realms and Earthly Realities in Late Antique Religions. Cambridge University Press, 2004.
- Генри Лидделл. Robert Scott. A Greek-English Lexicon. revised and augmented throughout by. Sir Henry Stuart Jones. with the assistance of. Roderick McKenzie. Oxford. Clarendon Press. 1940.